# Poncjusz z Kartaginy
Święty Poncjusz z Kartaginy (zm. ok. 260 roku) – święty katolicki, męczennik, jeden z pierwszych łacińskich hagiografów.
Żyjący w III wieku diakon towarzyszył w wygnaniu św. Cyprianowi. Opierając się na aktach męczeńskich Cypriana z Kartaginy napisał Żywot świętego Cypriana, dzieło znane później Grzegorzowi z Nazjanzu (Mowa 24).
Jego wspomnienie obchodzone jest 8 marca.